# House of Pleasure
House of Pleasure (en español: Casa del placer) es el segundo álbum de estudio del dúo de reguetón puertorriqueño Plan B. Fue lanzado el 20 de julio de 2010 por los sellos discográficos Sony Music Latin y Pina Records; este álbum cuenta con 15 temas y con las colaboraciones de diversos artistas destacados del género como Tito el Bambino, RKM & Ken-Y, De la Ghetto y J-King & Maximan.
El sencillo promocional «Si no le contesto» tuvo un impacto muy alto en las redes sociales y en Internet, la canción tuvo mucho éxito internacionalmente, ubicándose en el puesto 37 de Hot Latin Songs (Billboard).

## Lista de canciones
| N.º | Título                                                | Productor(es)                     | Duración |  |
| 1.  | «Intro»                                               | Haze · DJ Blass · Duran the Coach | 1:25     |  |
| 2.  | «Tarde en la noche»                                   | Haze · DJ Blass                   | 2:44     |  |
| 3.  | «¿Por qué te demoras?»                                | Nely                              | 3:11     |  |
| 4.  | «La nena de Papa» (con Tito el Bambino)               | Haze                              | 4:10     |  |
| 5.  | «Si no le contesto»                                   | Haze                              | 3:41     |  |
| 6.  | «Es un secreto»                                       | Haze                              | 3:12     |  |
| 7.  | «El amor no existe»                                   | Haze                              | 3:58     |  |
| 8.  | «Lloras» (con R.K.M. & Ken-Y)                         | Haze · Mambo Kingz                | 3:45     |  |
| 9.  | «Nos fuimos discoteca»                                | Nely                              | 5:10     |  |
| 10. | «Parisera» (con De la Ghetto)                         | Haze                              | 4:37     |  |
| 11. | «El que la hace la paga»                              | DJ Blass                          | 3:48     |  |
| 12. | «Mis canciones hablan de sexo» (con J–King & Maximan) | Haze                              | 4:19     |  |
| 13. | «Qué me pasó? [sic]»                                  | Haze · Mambo Kingz                | 3:16     |  |
| 14. | «House of Pleasure»                                   | Haze · DJ Blass                   | 3:03     |  |
| 15. | «Outro»                                               | Haze                              | 2:55     |  |

| Bonus track CD |                                        |               |          |  |
| N.º            | Título                                 | Productor(es) | Duración |  |
| 16.            | «Si no le contesto (Versión merengue)» | Haze          | 3:16     |  |

## Remixes
- Si no le contesto con Tony Dize y Zion & Lennox
- Es un secreto con Tego Calderón & Akon
- House Of Pleasure con Arcángel & Ñejo
- Tarde En La Noche con Dynasty

## Videoclips
- Si no le contesto.
- Si no le contesto (Remix) Ft. Tony Dize, Zion & Lennox.
- Es un Secreto.

## Posicionamiento en listas
| Lista (2010)                                | Posición pico |
| ------------------------------------------- | ------------- |
| Estados Unidos (Billboard Top Latin Albums) | 18            |
| Estados Unidos (Billboard Top Heatseekers)  | 3             |